# Pedicularis nanchuanensis
Pedicularis nanchuanensis är en snyltrotsväxtart som beskrevs av Tsoong. Pedicularis nanchuanensis ingår i släktet spiror, och familjen snyltrotsväxter. Inga underarter finns listade i Catalogue of Life.